# Brié-et-Angonnes
Brié-et-Angonnes è un comune francese di 2 422 abitanti situato nel dipartimento dell'Isère della regione dell'Alvernia-Rodano-Alpi.

## Società

### Evoluzione demografica
Abitanti censiti